# Diccionario Aerocriptográfico J.L. Aresti
El diccionario Aerocriptográfico Aresti es el estándar usado por Federación Aeronáutica Internacional para identificar las figuras acrobáticas en las competiciones de acrobacia aérea. En el catálogo, diseñado por el coronel aviador español José Luis Aresti Aguirre (1919-2003), cada figura está representada por líneas, flechas, formas geométricas y números que representan la forma precisa de una maniobra a volar.

## Familias del catálogo CIVA
El catálogo clasifica las maniobras en diferentes familias. Las familias del 1 al 8 representan figuras básicas, tales como giros, rizos y líneas verticales; la familia 9 representa los elementos de rotación que se pueden añadir a las cifras de base para aumentar la dificultad, cambiar la dirección de vuelo o invertir las cargas g sobre la aeronave.
| Familia | Descripción                                                                          |
| ------- | ------------------------------------------------------------------------------------ |
| 1       | Líneas y ángulos – Líneas horizontales, líneas 45 y variaciones de líneas verticales |
| 2       | Virajes y ruedas de toneles 90-360 positivo y negativo, con opción de toneles        |
| 3       | Combinaciones de líneas – más de la familia 1                                        |
| 4       | Barrenas (No en uso)                                                                 |
| 5       | Caídas de ala – con 4 posibles variaciones                                           |
| 6       | Resbales de cola – con 8 posibles variaciones                                        |
| 7       | Loops y Ochos – Loops redondos/cuadrados/octagonales, “S” y 8’s                      |
| 8       | Combinaciones de líneas, ángulos y loops, Humpty bumps, cubanos y variaciones        |
| 9       | Toneles lentos, 2-puntos, 4-puntos, 8-puntos, rápidos y barrenas                     |

## Números del catálogo y coeficientes de dificultad K

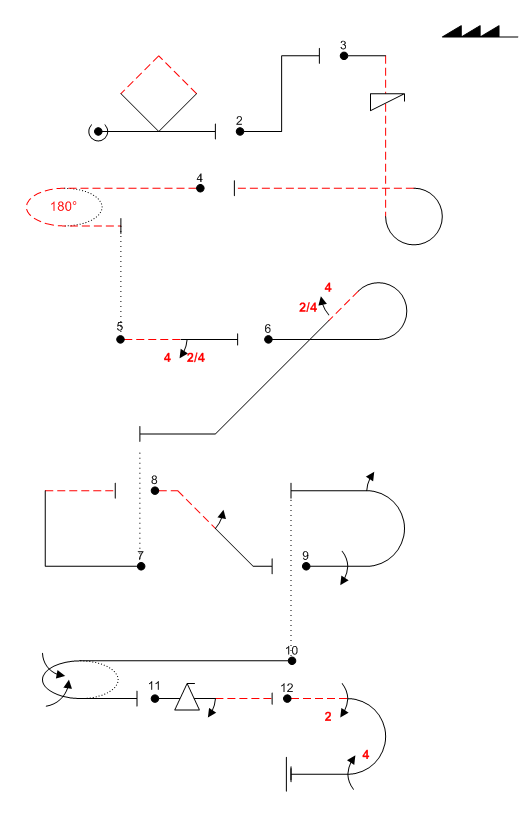
Una secuencia acrobática en la notación Aresti

Todas las figuras básicas de las Familias del 1 al 8 son definidas de acuerdo a un sistema de tres números. El primer número indica la Familia a la cual la figura pertenece. El segundo número muestra la fila, y el tercer número la columna, en la cual la figura está situada. Los números están separados por puntos.
Cada figura básica y elemento rotatorio en el catálogo tiene asignado un coeficiente de dificultad, factor K. Para las familias 1 al 8, el coeficiente son mostrados dentro de un círculo al lado de la figura. Además, en las figuras de estas familias, la figura se fragmenta en varios tramos asignándole a cada tramo un coeficiente. Para la familia 9 son mostrados de forma tabular.
Cuando una figura básica o uno o más elementos complementarios son combinados para formar una figura compleja, el facotr total K para la figura es  la suma de los coeficientes de dificultad de las partes individuales.
Excepto para la Familia 9, todos los valores son divididos por 10 y redondeados si sale un decimal.
La suma total K de las maniobras que existen en un programa acrobático, se le llama K totales de la secuencia. Este valor, indica el grado de dificultad total del programa y es directamente proporcional al número de figuras.  Pero, si por ejemplo,  dos programas A y B tienen un valor total de K=300 y A tiene un total de 9 figuras y B de 15, esto quiere decir que el programa A tiene maniobras más complejas y por lo tanto más difíciles de realizar que las del programa B.
Como referencia, un programa acrobático para principiantes puede tener escasamente 70k's totales mientras uno de ilimitado puede sobrepasar tranquilamente los 400k.
En el diseño de un programa libre, que lo realiza cada piloto, la normativa establece un máximo número de K’s y de figuras en función de la categoría en la que el piloto vaya a volar, con lo que se procura obtener el valor máximo de K con las máximas  figuras posibles para bajar la dificultad del vuelo y así obtener la máxima puntuación.

## Lista de figuras
A continuación se detallan las principales figuras acrobáticas y su notación Aresti.
| Figura                                      | Notación Aresti |
| ------------------------------------------- | --------------- |
| Subida a 45°                                |                 |
| Subida vertical o trepada                   |                 |
| Rizo interior                               |                 |
| Rizo exterior                               |                 |
| Barrena normal                              |                 |
| Tonel rápido                                |                 |
| Caída del ala                               |                 |
| Ocho cubano                                 |                 |
| Medio ocho cubano o Imperial tombé          |                 |
| Giro Immelmann                              |                 |
| Inversión                                   |                 |
| Inversión a 45° o Medio ocho cubano inverso |                 |
| Caída de cola                               |                 |